# Istituto Storico Italiano per il Medio Evo
Das Istituto Storico Italiano per il Medio Evo (ISIME) ist ein italienisches außeruniversitäres Forschungsinstitut für historische Studien mit Sitz in Rom. Es ist dort der Giunta centrale per gli studi storici („Zentraler Ausschuss für historische Studien“) angeschlossen.
Das Institut wurde unter dem Namen Istituto Storico Italiano („Italienisches Historisches Institut“) im Jahre 1883 gegründet, seit dem Jahr 1934 trägt es seinen aktuellen Namen Istituto Storico Italiano per il Medio Evo („Italienisches Historisches Institut für [die Erforschung des] Mittelalters“). Zahlreiche Schriftenreihen wie die von Lodovico Antonio Muratori begründete Edition der Rerum Italicarum scriptores oder die Reihen Fonti per la Storia d’Italia und Regesta Chartarum Italiae sowie das Repertorium Fontium Historiae Medii Aevi werden vom Institut betreut. Das Institut hat seit 1924 seinen Sitz im Palazzo Borromini im historischen Zentrum Roms unweit der Piazza Navona. Es verfügt über eine Spezialbibliothek für die historischen Studien. Im Historischen Archiv werden neben der Verwaltungsakten des Instituts Nachlässe von Gelehrten, die mit dem Institut verbunden waren, verwahrt und inventarisiert: Vittorio Fiorini, Raffaello Morghen, Girolamo Arnaldi, Elio Conti, Eugenio Dupré Theseider und unlängst Salvatore Tramontana († 2015). Neben der Veröffentlichungstätigkeit organisiert das Institut Ausstellungen und Tagungen. 
Für die Weiterbildung wissenschaftlichen Nachwuchses in der Mediävistik wurde 1923 auf Vorschlag von Giovanni Gentile und Pietro Fedele (1873–1943), der von 1934 bis zu seinem Tod Präsident des Instituts war, eine Scuola storica, ab 1936 Scuola nazionale di studi medioevali, gegründet, die 1924 ihren Betrieb aufnahm. In den ersten Jahrzehnten wurden die Schüler von ihren Dienststellen abgeordnet (comando), inzwischen werden zweijährige Stipendien und weitere öffentliche Finanzierungsmöglichkeiten genutzt. Die Scuola bietet auch Fortbildung für Sekundarstufenlehrer und organisiert seit 2010 einen landesweiten jährlichen Schreibwettbewerb zu Themen des Mittelalters für Schüler der Scuola secondaria di primo grado (Mittelschule): „Raccontare il Medioevo“ („Das Mittelalter erzählen“).
Im Castello di Barletta wurde eine Außenstelle für den Süden Italiens (sede di riferimento per l'Italia meridionale) eingerichtet.
Im Herbst 2020 hat die stadtrömische Immobilienverwaltung versucht, das Institut unter dem Vorwand des Platzbedarfes für das Archivio Storico Capitolino, das ebenfalls im ehemaligen Oratorio dei Filippini untergebracht ist, unter Androhung der Zwangsräumung aus den seit 1924 genutzten Räumen zu vertreiben, bis die Bürgermeisterin Virginia Raggi nach heftigen, auch internationalen, Protesten dem Vorhaben am 24. November 2020 ein Ende setzte.